# Samuel Butler (novelista)
Samuel Butler (4 de diciembre de 1835 – 18 de junio de 1902) fue un escritor, compositor y filólogo inglés, principalmente conocido por su sátira utópica Erewhon y su novela póstuma The Way of All Flesh. 
Fue un autor iconoclasta victoriano que también escribió análisis sobre la ortodoxia cristiana y realizó estudios sobre el pensamiento evolucionista, así como sobre el arte italiano y la historia y crítica literaria. Asimismo, realizó traducciones en prosa de la Ilíada y la Odisea, que siguen siendo utilizadas hoy en día. Butler se describió a sí mismo como un "escritor filosófico".